# Cronista oficial de la ciutat de Barcelona
El títol de cronista oficial de la ciutat de Barcelona es concedeix a persones rellevants de la cultura barcelonina, per designació municipal, sempre a títol personal i no per representació, amb caràcter honorífic, vitalici i no remunerat. El títol és atorgat pel ple de l'Ajuntament de Barcelona a persones que s'hagin distingit en la seva activitat professional en qualsevol tipus d'estudis, recerques, publicacions o treballs, o divulgació sobre temes relacionats amb la ciutat de Barcelona.
El primer cronista oficial de la ciutat va ser Víctor Balaguer i Cirera, nomenat el 1852, i el darrer, Joan Olivé i Vagué. Des de la mort d'Andreu-Avel·lí Artís i Tomàs el 2006, no hi ha hagut cap cronista oficial de Barcelona, per bé que el Consistori barceloní proposés el títol a personalitats com Lluís Permanyer i Lladós o Josep Maria Huertas Clavería, que el van rebutjar.

## Llista de Cronistes Oficials de la Ciutat de Barcelona (1852-2006)
| Data de nomenament | Cronista Oficial de la Ciutat   | Període com a cronista |
| ------------------ | ------------------------------- | ---------------------- |
| 1852               | Víctor Balaguer i Cirera        | 1853-1901              |
| 1919               | Gabriel Miró i Ferrer           | 1919-1922              |
| 1950               | Tomàs Caballé i Clos            | 1950-1961              |
| 1952               | Joaquim Maria de Nadal i Ferrer | 1953-1972              |
| 1952               | Ricard Suñé i Álvarez           | pòstum                 |
| 1972               | Andreu-Avel·lí Artís i Tomàs    | 1972-2006              |
| 1972               | Josep Tarín Iglesias            | 1973-1996              |
| 1973               | Joan Olivé i Vagué              | 1973-1980              |